# مينامي-كو (سابورو)
مينامي-كو (باليابانية: 南区) هو حي في اليابان، يقع في سابورو، بلغ عدد سكانه 137,699 نسمة وذلك حسب إحصائيات سنة 2018، تبلغ مساحته 657.48 كيلومتر مربع.